# Ontogenija
Ontogenija, tudi ontogeneza (οντογένεση) ali morfogeneza, je razvoj in spreminjanje organizma od oplojene jajčne celice do odrasle oblike in nato smrti. Študij ontogenije poteka v sklopu razvojne biologije.

## Ontogenija pri človeku
Ontogenijo pri človeku delimo na več faz: 
- prenatalno obdobje (od oploditve do rojstva; pri človeku 9 mesecev) 
  - doba oplojenega jajčeca (od oploditve, traja 14 dni)
  - doba zarodka ali embrija ( do tretjega meseca nosečnosti)
  - dobo ploda ali fetusa (od treh mesecev nosečnosti dalje)
- postnatalno obdobje (od rojstva do smrti)
  - doba novorojenčka (4 tedni)
  - doba dojenčka (1 leto)
  - otroška doba (do pubertete)
  - mladostniška doba (do konca telesne rasti)
  - zrela doba ali reproduktivna doba
  - doba staranja (do smrti)